# 玉璜

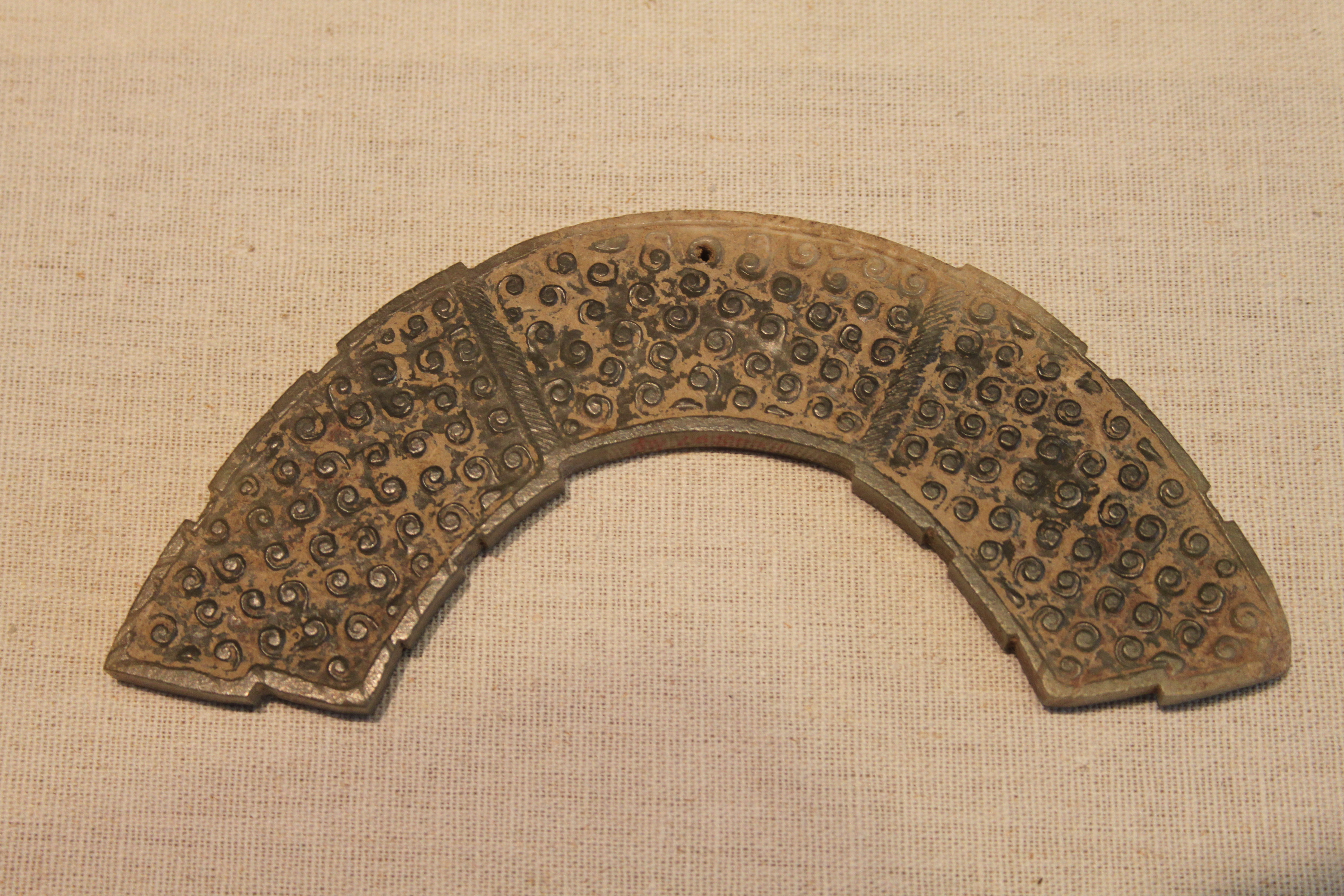
春秋玉璜

玉璜是中国史书文献记载到的一种用玉制做成半圆弧或近半圆弧的装饰品。《山海经·海外西经》记载到启在舞蹈时“左手操翳，右手操环，佩玉璜。”

## 参阅
- 夏后氏之璜